# Anthurium ptarianum
Anthurium ptarianum é uma espécie de plantas com flores. Foi descrito pela primeira vez por Julian Alfred Steyermark. Anthurium ptarianum pertence ao gênero Anthurium, e está relacionado com Araceae.
Este tipo de planta pode ser encontrado em:
- Venezuela
- norte do Brasil
- Guiana
- Colômbia

Não há tipos listados como este.